# Горка (Лузький район)
Горка (рос. Горка) — присілок у Лузькому районі Ленінградської області Російської Федерації.
Населення становить 5 осіб. Належить до муніципального утворення Осьминське сільське поселення.

## Історія
Згідно із законом від 28 вересня 2004 року № 65-оз належить до муніципального утворення Осьминське сільське поселення.

## Населення
| 1838 | 1862 | 1928 | 1965 | 1997 | 2007 | 2010 |
| ---- | ---- | ---- | ---- | ---- | ---- | ---- |
| 20   | ↗37  | ↗167 | ↘46  | ↘9   | ↘2   | ↗5   |